# Ion Baciu
Ion Baciu   (Tunari, 12 de maig de 1944) és un exlluitador romanès, especialista en lluita grecoromana, que va competir durant les dècades de 1960 i 1970.
El 1968 va prendre part en els Jocs Olímpics de Ciutat de Mèxic, on guanyà la medalla de plata en la prova del pes gall del programa de lluita grecoromana. Quatre anys més tard, als Jocs de Múnic fou sisè en la mateixa competició del programa de lluita grecoromana. En el seu palmarès també destaquen una medalla d'or al Campionat del món de lluita i una de plata i dues de bronze al Campionat d'Europa de lluita.